# Пуэрто-Рико на летних Олимпийских играх 2016
Пуэрто-Рико на летних Олимпийских играх 2016 года будет представлено как минимум в четырнадцати видах спорта.

## Медали
| Золото |             |                                    |            |
| №      | Спортсмены  | Вид спорта (дисциплина)            | Дата       |
| 1      | Моника Пуиг | Теннис (одиночный разряд, женщины) | 13 августа |

## Состав сборной
Бокс
1. Хавьер Синтрон

 Борьба
Вольная борьба
1. Франклин Гомес
2. Хайме Эспиналь

Велоспорт
 Шоссейный велоспорт
1. Бриан Бабилония

 Волейбол
1. Наталия Валентин
2. Шара Венегас
3. Аурея Крус
4. Линда Моралес
5. Вильмари Мохика
6. Карина Окасио
7. Алехандра Окендо
8. Диана Рейес
9. Яримар Роса
10. Дейли Сантана
11. Дебора Сейлхамер
12. Стефани Энрайт

 Дзюдо
1. Мелисса Мохика
2. Мария Перес

 Конный спорт
1. Лорен Бильис

 Лёгкая атлетика
1. Эрик Алехандро
2. Андрес Арройо
3. Уэсли Васкес
4. Луис Кастро
5. Хавьер Кульсон
6. Дэвид Эдли Смит II
7. Грейс Клакстон
8. Жасмин Куинн
9. Селианхели Моралес
10. Диамара Планелл
11. Беверли Рамос
12. Элисбет Феликс

 Настольный теннис
1. Бриан Афанадор
2. Адриана Диас

 Плавание
1. Ванесса Гарсия

 Прыжки в воду
1. Рафаэаль Кинтеро

 Стрельба
1. Яримар Меркадо

 Теннис
1. Моника Пуиг

 Триатлон
1. Мануэль Хуэрта

 Тхэквондо
- Квота 1

 Тяжёлая атлетика
1. Лели Бургос

Также на Играх должен был выступить пловец Эрик Рисольвато, однако в итоговую заявку он не попал.

## Результаты соревнований

### Бокс
Квоты, завоёванные спортсменами являются именными. Если от одной страны путёвки на Игры завоюют два и более спортсмена, то право выбора боксёра предоставляется национальному Олимпийскому комитету. Соревнования по боксу проходят по системе плей-офф. Для победы в олимпийском турнире боксёру необходимо одержать либо четыре, либо пять побед в зависимости от жеребьёвки соревнований. Оба спортсмена, проигравшие в полуфинальных поединках, становятся обладателями бронзовых наград.
Мужчины
| Категория | Спортсмены     | Первый раунд                | Второй раунд         | Четвертьфинал        | Полуфинал            | Финал                | Место                |
| Категория | Спортсмены     | Соперник Результат          | Соперник Результат   | Соперник Результат   | Соперник Результат   | Соперник Результат   | Место                |
| --------- | -------------- | --------------------------- | -------------------- | -------------------- | -------------------- | -------------------- | -------------------- |
| до 52 кг  | Хавьер Синтрон | Олжас Саттыбаев (KAZ) П 1-2 | Завершил выступление | Завершил выступление | Завершил выступление | Завершил выступление | Завершил выступление |

### Борьба
В соревнованиях по борьбе, как и на предыдущих трёх Играх, будет разыгрываться 18 комплектов наград. По 6 у мужчин в вольной и греко-римской борьбе и 6 у женщин в вольной борьбе. Турнир пройдёт по олимпийской системе с выбыванием. В утешительный раунд попадают участники, проигравшие в своих поединках будущим финалистам соревнований. Каждый поединок состоит из двух раундов по 3 минуты, победителем становится спортсмен, набравший большее количество технических очков. По окончании схватки, в зависимости от результатов спортсменам начисляются классификационные очки.
Мужчины
Вольная борьба
| Категория | Спортсмены | Первый раунд       | 1/8 финала         | Четвертьфинал      | Полуфинал          | Финал              | Место |
| Категория | Спортсмены | Соперник Результат | Соперник Результат | Соперник Результат | Соперник Результат | Соперник Результат | Место |
| --------- | ---------- | ------------------ | ------------------ | ------------------ | ------------------ | ------------------ | ----- |
| до 65 кг  |            |                    |                    |                    |                    |                    |       |
| до 86 кг  |            |                    |                    |                    |                    |                    |       |

### Велоспорт

#### Шоссейный велоспорт
Мужчины
| Соревнование    | Спортсмены      | Время | Место | Отставание |
| --------------- | --------------- | ----- | ----- | ---------- |
| групповая гонка | Бриан Бабилония | DNF   | DNF   | DNF        |

### Водные виды спорта

#### Плавание
В следующий раунд на каждой дистанции проходят спортсмены, показавшие лучший результат, независимо от места, занятого в своём заплыве.
Женщины
| Дистанция                | Спортсмены     | Предварительный раунд | Предварительный раунд | Предварительный раунд | Полуфинал | Полуфинал | Полуфинал | Финал     | Финал |
| Дистанция                | Спортсмены     | Заплыв                | Результат             | Место                 | Заплыв    | Результат | Место     | Результат | Место |
| ------------------------ | -------------- | --------------------- | --------------------- | --------------------- | --------- | --------- | --------- | --------- | ----- |
| 50 метров вольным стилем | Ванесса Гарсия |                       |                       |                       |           |           |           |           |       |

#### Прыжки в воду
Мужчины
| Соревнование     | Спортсмены       | Предварительный раунд | Предварительный раунд | Полуфинал | Полуфинал | Финал     | Финал |
| Соревнование     | Спортсмены       | Результат             | Место                 | Результат | Место     | Результат | Место |
| ---------------- | ---------------- | --------------------- | --------------------- | --------- | --------- | --------- | ----- |
| вышка, 10 метров | Рафаэаль Кинтеро |                       |                       |           |           |           |       |

### Волейбол

#### Волейбол

##### Женщины
Женская сборная Пуэрто-Рико квалифицировалась на Игры, заняв первое место по итогам интерконтинентального квалификационного турнира.
Состав команды
| Номер                   | Имя                     | Дата рождения           | Рост, см                | Клуб                    | Игры                    | Очки                    | Очки                    | Очки                    | Всего очков             |
| Номер                   | Имя                     | Дата рождения           | Рост, см                | Клуб                    | Игры                    | Атака                   | Подача                  | Блок                    | Всего очков             |
| Центральные блокирующие | Центральные блокирующие | Центральные блокирующие | Центральные блокирующие | Центральные блокирующие | Центральные блокирующие | Центральные блокирующие | Центральные блокирующие | Центральные блокирующие | Центральные блокирующие |
| ----------------------- | ----------------------- | ----------------------- | ----------------------- | ----------------------- | ----------------------- | ----------------------- | ----------------------- | ----------------------- | ----------------------- |
|                         |                         |                         |                         |                         |                         |                         |                         |                         |                         |
| Связующие               |                         |                         |                         |                         |                         |                         |                         |                         |                         |
|                         |                         |                         |                         |                         |                         |                         |                         |                         |                         |
| Диагональные            |                         |                         |                         |                         |                         |                         |                         |                         |                         |
|                         |                         |                         |                         |                         |                         |                         |                         |                         |                         |
| Доигровщики             |                         |                         |                         |                         |                         |                         |                         |                         |                         |
|                         |                         |                         |                         |                         |                         |                         |                         |                         |                         |
| Либеро                  |                         |                         |                         |                         |                         |                         |                         |                         |                         |
|                         |                         |                         |                         |                         |                         |                         |                         |                         |                         |

| Имя                | Гражданство | Дата рождения |
| ------------------ | ----------- | ------------- |
| Хуан Карлос Нуньес | Пуэрто-Рико |               |

Результаты
Групповой этап (Группа B)
|                | Матчи | Матчи | Очки | Сеты | Сеты | Сеты  | Мячи | Мячи | Мячи  |
| В              | П     | В     | Очки | П    | В:П  | В     | П    | В:П  |       |
| -------------- | ----- | ----- | ---- | ---- | ---- | ----- | ---- | ---- | ----- |
| 1. США         | 5     | 0     | 14   | 15   | 5    | 3,000 | 470  | 400  | 1,175 |
| 2. Нидерланды  | 4     | 1     | 11   | 14   | 7    | 2,000 | 455  | 425  | 1,070 |
| 3. Сербия      | 3     | 2     | 10   | 12   | 6    | 2,000 | 410  | 394  | 1,041 |
| 4. Китай       | 2     | 3     | 7    | 9    | 9    | 1,000 | 398  | 389  | 1,023 |
| 5. Италия      | 1     | 4     | 3    | 4    | 12   | 0,333 | 351  | 374  | 0,939 |
| 6. Пуэрто-Рико | 0     | 5     | 0    | 0    | 15   | 0,000 | 277  | 379  | 0,731 |

| 6 августа 2016 17:05 UTC-3 |

| США                            | 3:0  | Пуэрто-Рико       |
| (25:17, 25:22, 25:17) Протокол |      |                   |
| Келли Мёрфи, Кимберли Хилл 14  | Очки | 13 Стефани Энрайт |

| Мараканазинью, Рио-де-Жанейро Зрителей: 6832 Судьи: Тауфик Будая, Кан Чжу Хи |

| 8 августа 2016 17:40 UTC-3 |

| Сербия                           | 3:0  | Пуэрто-Рико      |
| (29:27, 25:18, 25:20) Статистика |      |                  |
| Бранкица Михайлович 16           | Очки | 16 Карина Окасио |

| Мараканазинью, Рио-де-Жанейро Зрителей: 5730 Судьи: Кан Чжу Хи, Андрей Зенович |

| 10 августа 2016 09:30 UTC-3 |

| Китай                          | 3:0  | Пуэрто-Рико  |
| (25:20, 25:17, 25:18) Протокол |      |              |
| Чжу Тин 20                     | Очки | 9 Аурея Крус |

| Мараканазинью, Рио-де-Жанейро Зрителей: 4386 Судьи: Хайки Крафт, Кан Чжу Хи |

### Дзюдо
Соревнования по дзюдо проводились по системе с выбыванием. В утешительные раунды попадали спортсмены, проигравшие полуфиналистам турнира. Два спортсмена, одержавших победу в утешительном раунде, в поединке за бронзу сражались с дзюдоистами, проигравшими в полуфинале.
Женщины
| Категория   | Спортсмены     | 1/16 финала             | 1/8 финала                  | Четвертьфинал         | Полуфинал             | Финал                 | Место |
| Категория   | Спортсмены     | Соперник Результат      | Соперник Результат          | Соперник Результат    | Соперник Результат    | Соперник Результат    | Место |
| ----------- | -------------- | ----------------------- | --------------------------- | --------------------- | --------------------- | --------------------- | ----- |
| до 70 кг    | Мария Перес    | CROБ. Матич В 011s2:000 | COLЮ. Альвеар П 000s3:000s2 | завершила выступление | завершила выступление | завершила выступление | 9     |
| свыше 78 кг | Мелисса Мохика |                         |                             |                       |                       |                       |       |

### Конный спорт
Троеборье
Троеборье состоит из манежной езды, полевых испытаний и конкура. В выездке оценивается степень контроля всадника над лошадью и способность выполнить обязательные элементы выступления. Также при выступлении оценивается внешний вид лошади и всадника. Жюри выставляет, как положительные оценки за удачно выполненные упражнения, так и штрафные баллы за различного рода ошибки. После окончания выступления по специальной формуле вычисляется количество штрафных очков. Соревнования по кроссу требуют от лошади и её наездника высокой степени физической подготовленности и выносливости. Дистанция для кросса достаточно протяжённая и имеет множество препятствий различного типа. Штрафные очки во время кросса начисляются за сбитые препятствия, за превышение лимита времени и за опасную езду. В конкуре за каждое сбитое препятствие спортсмену начисляются 4 штрафных балла, а за превышение лимита времени 1 штрафное очко (за каждую каждую, сверх нормы времени, начатую секунду).
| Соревнование     | Спортсмены                                    | Выездка | Кросс  | Кросс | Конкур | Конкур | Финальный конкур      | Финальный конкур      | Всего     | Всего |
| Соревнование     | Спортсмены                                    | Штраф   | Штраф  | Штраф | Штраф  | Штраф  | Штраф                 | Штраф                 | Всего     | Всего |
| Соревнование     | Спортсмены                                    | Баллы   | Прыжки | Время | Прыжки | Время  | Прыжки                | Время                 | Результат | Место |
| ---------------- | --------------------------------------------- | ------- | ------ | ----- | ------ | ------ | --------------------- | --------------------- | --------- | ----- |
| личное троеборье | Лорен Бильис лошадь — Castle Larchfield Purdy | 56,00   | 40,00  | 48,40 | 8      | 3,00   | завершила выступление | завершила выступление | 155,40    | 44    |

### Лёгкая атлетика
Мужчины
Беговые дисциплины
| Дисциплина                    | Спортсмен      | Предварительный раунд | Предварительный раунд | Предварительный раунд | Четвертьфиналы | Четвертьфиналы | Четвертьфиналы | Полуфиналы | Полуфиналы | Полуфиналы | Финал | Финал |
| Дисциплина                    | Спортсмен      | Забег                 | Время                 | Место                 | Забег          | Время          | Место          | Забег      | Время      | Место      | Время | Место |
| ----------------------------- | -------------- | --------------------- | --------------------- | --------------------- | -------------- | -------------- | -------------- | ---------- | ---------- | ---------- | ----- | ----- |
| бег на 800 метров             | Уэсли Васкес   |                       |                       |                       | не проводится  | не проводится  | не проводится  |            |            |            |       |       |
| бег на 800 метров             | Андрес Арройо  |                       |                       |                       | не проводится  | не проводится  | не проводится  |            |            |            |       |       |
| бег на 400 метров с барьерами | Хавьер Кульсон |                       |                       |                       | не проводится  | не проводится  | не проводится  |            |            |            |       |       |
| бег на 400 метров с барьерами | Эрик Алехандро |                       |                       |                       | не проводится  | не проводится  | не проводится  |            |            |            |       |       |

Технические дисциплины
| Дисциплина      | Спортсмен          | Квалификация | Квалификация | Финал     | Финал |
| Дисциплина      | Спортсмен          | Результат    | Место        | Результат | Место |
| --------------- | ------------------ | ------------ | ------------ | --------- | ----- |
| прыжок в высоту | Луис Кастро        |              |              |           |       |
| прыжок в высоту | Дэвид Эдли Смит II |              |              |           |       |

Женщины
Беговые дисциплины
| Дисциплина                    | Спортсмен          | Предварительный раунд | Предварительный раунд | Предварительный раунд | Четвертьфиналы | Четвертьфиналы | Четвертьфиналы | Полуфиналы | Полуфиналы | Полуфиналы | Финал | Финал |
| Дисциплина                    | Спортсмен          | Забег                 | Время                 | Место                 | Забег          | Время          | Место          | Забег      | Время      | Место      | Время | Место |
| ----------------------------- | ------------------ | --------------------- | --------------------- | --------------------- | -------------- | -------------- | -------------- | ---------- | ---------- | ---------- | ----- | ----- |
| бег на 200 метров             | Селианхели Моралес |                       |                       |                       | не проводится  | не проводится  | не проводится  |            |            |            |       |       |
| бег на 100 метров с барьерами | Жасмин Куинн       |                       |                       |                       | не проводится  | не проводится  | не проводится  |            |            |            |       |       |
| бег на 400 метров с барьерами | Грейс Клакстон     |                       |                       |                       | не проводится  | не проводится  | не проводится  |            |            |            |       |       |

Шоссейные дисциплины
| Дисциплина | Спортсмен     | Время | Место | Отставание |
| ---------- | ------------- | ----- | ----- | ---------- |
| марафон    | Беверли Рамос |       |       |            |

 Технические дисциплины
| Дисциплина      | Спортсмен       | Квалификация | Квалификация | Финал     | Финал |
| Дисциплина      | Спортсмен       | Результат    | Место        | Результат | Место |
| --------------- | --------------- | ------------ | ------------ | --------- | ----- |
| прыжок с шестом | Диамара Планелл |              |              |           |       |

 Многоборье
| Дисциплина | Спортсмен      | Параметр  | 100 м с/б | высота | ядро | 200 м | длина | копьё | 800 м | Всего очков | Итоговое место |
| ---------- | -------------- | --------- | --------- | ------ | ---- | ----- | ----- | ----- | ----- | ----------- | -------------- |
| семиборье  | Элисбет Феликс | Результат |           |        |      |       |       |       |       |             |                |
| семиборье  | Элисбет Феликс | Очки      |           |        |      |       |       |       |       |             |                |
| семиборье  | Элисбет Феликс | Место     |           |        |      |       |       |       |       |             |                |

### Настольный теннис
Соревнования по настольному теннису проходили по системе плей-офф. Каждый матч продолжался до тех пор, пока один из теннисистов не выигрывал 4 партии. Сильнейшие 16 спортсменов начинали соревнования с третьего раунда, следующие 16 по рейтингу стартовали со второго раунда.
Мужчины
| Соревнование     | Спортсмены     | Квалификация       | Первый раунд       | Второй раунд         | Третий раунд         | 1/8 финала           | 1/4 финала           | Полуфинал            | Финал                |
| Соревнование     | Спортсмены     | Соперник Результат | Соперник Результат | Соперник Результат   | Соперник Результат   | Соперник Результат   | Соперник Результат   | Соперник Результат   | Соперник Результат   |
| ---------------- | -------------- | ------------------ | ------------------ | -------------------- | -------------------- | -------------------- | -------------------- | -------------------- | -------------------- |
| одиночный разряд | Бриан Афанадор | CGOС. Сака В 4:3   | EGYО. Ассар П 2:4  | Завершил выступление | Завершил выступление | Завершил выступление | Завершил выступление | Завершил выступление | Завершил выступление |

Женщины
| Соревнование     | Спортсмены   | Квалификация       | Первый раунд         | Второй раунд         | Третий раунд          | 1/8 финала            | 1/4 финала            | Полуфинал             | Финал                 |
| Соревнование     | Спортсмены   | Соперник Результат | Соперник Результат   | Соперник Результат   | Соперник Результат    | Соперник Результат    | Соперник Результат    | Соперник Результат    | Соперник Результат    |
| ---------------- | ------------ | ------------------ | -------------------- | -------------------- | --------------------- | --------------------- | --------------------- | --------------------- | --------------------- |
| одиночный разряд | Адриана Диас | Не участвовала     | NGRО. Ошонайке В 4:2 | FRAЛи Сюэ (30) П 0:4 | Завершила выступление | Завершила выступление | Завершила выступление | Завершила выступление | Завершила выступление |

### Стрельба
В январе 2013 года Международная федерация спортивной стрельбы приняла новые правила проведения соревнований на 2013—2016 года, которые, в частности, изменили порядок проведения финалов. Во многих дисциплинах спортсмены, прошедшие в финал, теперь начинают решающий раунд без очков, набранных в квалификации, а финал проходит по системе с выбыванием. Также в финалах после каждого раунда стрельбы из дальнейшей борьбы выбывает спортсмен с наименьшим количеством баллов. В скоростном пистолете решающие поединки проходят по системе попал-промах. В стендовой стрельбе добавился полуфинальный раунд, где определяются по два участника финального матча и поединка за третье место.
Женщины
| Соревнование                          | Спортсмены     | Квалификация | Квалификация | Полуфинал     | Полуфинал     | Финал                 | Финал                 |
| Соревнование                          | Спортсмены     | Результат    | Место        | Результат     | Место         | Соперник/ Результат   | Место                 |
| ------------------------------------- | -------------- | ------------ | ------------ | ------------- | ------------- | --------------------- | --------------------- |
| пневматическая винтовка, 10 метров    | Яримар Меркадо | 406,6        | 43           | Не проводится | Не проводится | Завершила выступление | Завершила выступление |
| винтовка из трёх положений, 50 метров | Яримар Меркадо |              |              | Не проводится | Не проводится |                       |                       |

### Теннис
Соревнования пройдут на кортах олимпийского теннисного центра. Теннисные матчи будут проходить на кортах с твёрдым покрытием DecoTurf, на которых также проходит и Открытый чемпионат США.
Женщины
| Соревнование     | Спортсмены  | 1/32 финала             | 1/16 финала                        | 1/8 финала                    | Четвертьфинал             | Полуфинал                     | Финал                        | Место |
| Соревнование     | Спортсмены  | Соперник Результат      | Соперник Результат                 | Соперник Результат            | Соперник Результат        | Соперник Результат            | Соперник Результат           | Место |
| ---------------- | ----------- | ----------------------- | ---------------------------------- | ----------------------------- | ------------------------- | ----------------------------- | ---------------------------- | ----- |
| одиночный разряд | Моника Пуиг | SLOП. Херцог В 6:3, 6:2 | RUSА. Павлюченкова (14) В 6:3, 6:2 | ESPГ. Мугуруса (3) В 6:1, 6:1 | GERЛ. Зигемунд В 6:1, 6:1 | CZEП. Квитова В 6:4, 1:6, 6:3 | GERА. Кербер В 6:4, 4:6, 6:1 | 1     |

### Триатлон
Соревнования по триатлону пройдут на территории форта Копакабана. Дистанция состоит из 3-х этапов — плавание (1,5 км), велоспорт (43 км), бег (10 км).
Мужчины
| Соревнование              | Спортсмены     | Плавание | Смена | Велоспорт | Смена | Бег | Итоговое время | Место | Отставание |
| ------------------------- | -------------- | -------- | ----- | --------- | ----- | --- | -------------- | ----- | ---------- |
| индивидуальное первенство | Мануэль Хуэрта |          |       |           |       |     |                |       |            |

### Тхэквондо
Соревнования по тхэквондо проходят по системе с выбыванием. Для победы в турнире спортсмену необходимо одержать 4 победы. Тхэквондисты, проигравшие по ходу соревнований будущим финалистам, принимают участие в утешительном турнире за две бронзовые медали.
Женщины
| Категория   | Спортсмены | Первый раунд       | Четвертьфинал      | Полуфинал          | Финал              | Место |
| Категория   | Спортсмены | Соперник Результат | Соперник Результат | Соперник Результат | Соперник Результат | Место |
| ----------- | ---------- | ------------------ | ------------------ | ------------------ | ------------------ | ----- |
| свыше 67 кг |            |                    |                    |                    |                    |       |

### Тяжёлая атлетика
Каждый НОК самостоятельно выбирает категорию в которой выступит её тяжелоатлет. В рамках соревнований проводятся два упражнения — рывок и толчок. В каждом из упражнений спортсмену даётся 3 попытки. Победитель определяется по сумме двух упражнений. При равенстве результатов победа присуждается спортсмену, с меньшим собственным весом.
Женщины
| Категория | Спортсмены  | Вес   | Рывок | Рывок | Рывок | Толчок | Толчок | Толчок | Всего | Место |
| Категория | Спортсмены  | Вес   | 1     | 2     | 3     | 1      | 2      | 3      | Всего | Место |
| --------- | ----------- | ----- | ----- | ----- | ----- | ------ | ------ | ------ | ----- | ----- |
| до 53 кг  | Лели Бургос | 49,53 | 67    | 70    | 72    | 85     | 88     | 90     | 162   | 9     |